# Julius Petersen
Pour les articles homonymes, voir Petersen.
Julius Peter Christian Petersen (né le 16 juin 1839 à Sorø au Danemark et mort le 5 août 1910 à Copenhague) est un mathématicien danois.

## Biographie
Il est l'un des premiers à s'intéresser à la théorie des graphes.
Il est l'un des fondateurs de la Société mathématique du Danemark en 1873, aux côtés de Thorvald Nicolai Thiele et Hieronymus Georg Zeuthen.
Il est enterré au cimetière Vestre à Copenhague.